# بياع الخواتم (مسرحية)
مسرحية بياع الخواتم مسرحية لبنانية بطولة السيدة فيروز. قدمت عام 1964 في مهرجان الأرز، وفي دمشق عام 1964، ثم نقلت إلى السينما في فيلم يحمل نفس العنوان. 

## قصة المسرحية
يخترع المختار (نصري شمس الدين) في ضيعة متخيلة، شخصية اعتبارية اسمها راجح، زاعماً أنه يعادي الضيعة، وأن صدامه مع المختار ينتهي دوماً بانتصار المختار. لذلك فهو يحمي الضيعة، ويمنع الأذى عن الأهالي. يعترف المختار لابنة أخته ريما (فيروز) أنه اخترع هذه القصة لكي يسلّي أهل الضيعة، ولكي يؤثر فيهم. ريما التي لم تكن مرتاحة للقصة، اقتنعت أنه بكذبة بيضاء صغيرة، لن يحصل أذى خطير. إلا أن فضلو (جوزيف ناصيف) وعيد (إيلي شويري) هذين اليافعين المحبين للأذى، شكّا بمصداقية القصة، وقررا استغلالها لتحقيق مآرب شخصية، وضعا قائمة بجرائم تدعو للشفقة، على أن ينفذاها ويضعان اللوم على راجح. لذلك أطلقا الماعز من المزارع، عبثا بالحدائق، وسرقا أشياء صغيرة، بالإضافة إلى إطلاق المزيد من الشائعات عن راجح بين أهالي الضيعة.
أثناء انشغال الأهالي بالتحضير لـ«عيد العزّابي» هذا الحدث السنوي الذي يتيح لشباب وصبايا الضيعة أن يقترنوا بمن يحبونه، بدأت الصبايا بتحضير
الثياب الجميلة، وخياطة الفساتين الجديدة، وبعضاً منهن، بمن فيهن ريما، زرن زبيدة عرافة الضيعة، ليعرفن الطالع. قيل لريما أن صبية من الضيعة سوف تبقى عزباء، طالما أن عدد الشباب أقل بواحد بالمقارنة مع عدد الصبايا، وأن هذه الصبية قد لا تكون سوى ريما نفسها، اعتماداً على قصص العازبين من عائلتها. من بين شبان الضيعة المرشحين للزواج، كان سبع المهندس (فليمون وهبة)، الذي يحاول في كل مرة أن يبلي إحدى الصبايا لتختاره زوجاً، وبطريقة مضحكة، كان دوماً يفشل، كما هو متوقع.
استمرت الشائعات تروج عن راجح، وفضلو وعيد، أصبحا أكثر جرأة في اللهو، فقد سرقا كل ما وفرته زبيدة (سلوى حداد) العرافة.
في خضم الاضطرابات، ظهر رجل طويل وقوي البنية (جوزيف عازار) في الضيعة، من لا مكان، وبدون مقدمات ليكون راجح، كان يبحث عن المختار.
حاولت ريما أن تقنعه بالرحيل قبل أن يلحق به أي أذى، لكنه بقي مصراً على مقابلة المختار لأمر هام.
تحققت أمنيته ليلة الاحتفال بـ«عيد العزابي» عندما ظهر في منتصف الحفلة وطلب لقاء المختار، وعند لقياه، تبين أنه بائع للخواتم، وأنه قصد الضيعة في ذلك اليوم بالتحديد، ليقدم هدايا من بضاعته للعرسان الجدد، وبالمقابل طلب يد ريما لأحد أبنائه. انكشفت لعبة عيد وفضلو، وهكذا عوقبا من قبل المختار.
حكم على عيد أن يتزوج زبيدة، وأن يعمل فضلو لحسابها، حتى تستعيد كل أموالها المسروقة. ريما قبلت عرض راجح، وكان تبريرها، أنه كان عليها
أن تقبل، حتى تبقى كذبة راجح كذبة. بعد مباركة خالها، غادرت مع راجح، وتزوجت بابنه.

## شخصيات المسرحية
- ريما: فيروز
- المختار: نصري شمس الدين
- فضلو: جوزيف ناصيف
- عيد: ايلي شويري
- سبع المهندس: فيلمون وهبي

كتابة والحان: الأخوين رحباني
عدا: عالعالي الدار ويا مرسال المراسيل؛ فهما لفيلمون وهبي 

## اغاني المسرحية
- عالعالي الدار/نصري[5] [6]
- تعا ولا تجي
- امي نامت عبكير
- يا حجل صنين
- طيري يا رفوف
- غمر الغداير
- طلوا الصيادي/ نصري
- يا مرسال المراسيل
- يا حلوة الدار/نصري
- قالولي كن
- حيدوا الحلوين
- يا بياع الخواتم
- على مهلك يا با على مهلك

## وصلات خارجية
- مشهد من مسرحية بياع الخواتم - يوتيوب على يوتيوب